# Nekrolog 4. Quartal 1907
Nekrolog
◄◄
| ◄
| 1903
| 1904
| 1905
| 1906
| 1907 | 1908 | 1909 | 1910 | 1911 | ► | ►►
1. Quartal |
2. Quartal |
3. Quartal |
4. Quartal 1907
Weitere Ereignisse | Allgemeiner Nekrolog 1907
Die Beschreibung der verstorbenen Person sollte so kurz wie möglich gehalten sein und nur deren signifikante Tätigkeit(en) enthalten.
Neue Namen ggf. auch unter dem Geburts- und Sterbedatum, also etwa unter 1. Januar und im Geburts- und Sterbejahr (2024) eintragen (nur bei entsprechender großer Wichtigkeit). Für Beispiele siehe die schon vorhandenen Artikel.
Außerdem über die fünf zuletzt Verstorbenen, zu denen es einen ausreichend guten Artikel für eine Präsentation auf der Hauptseite gibt, nach der todesbedingten Überarbeitung der Artikel ggf. auch unter Wikipedia Diskussion:Hauptseite informieren und sie am besten auch in den anderen Wikipedia-Sprachversionen eintragen. Tipp: Regelmäßig bei news.google.de nach „ist tot“, „gestorben“ oder „verstorben“ suchen.
Wenn eine Person gestorben ist, gibt es viele Seiten zu dieser Person in der Wikipedia, die davon auch betroffen sind und entsprechend aktualisiert werden müssen. Beispiele: Namenübersichtsseite, Geburtsjahr, Geburtsort-Seiten und viele mehr.
Wie finde ich die betroffenen Seiten?
Im Suchfeld auf der linken Seite gibt man den Suchbegriff so ein: „Vorname Nachname“. Dann klickt man auf Volltext und alle Seiten mit entsprechendem Suchtext werden aufgerufen. Hier sieht man dann schnell, wo auch das Todesjahr Sinn macht oder sogar ein Teil des Artikels angepasst werden muss. Auch hilft das „Werkzeug“ auf der linken Seite sehr gut, um solche Seiten aufzufinden: „Links auf diese Seite“. Somit ist die Wikipedia wieder aktuell in allen Bereichen! Hinweis: bei Eintragung der Kategorie „Gestorben JAHR“ wird der Missbrauchsfilter 49 ausgelöst, was jedoch nicht schlimm ist. Siehe: Spezial:Missbrauchsfilter/49
Dies ist eine Liste von im vierten Quartal 1907 verstorbenen bekannten Persönlichkeiten. Die Einträge erfolgen innerhalb der einzelnen Daten alphabetisch sortiert. Tiere sind im Nekrolog für Tiere zu finden.

## Oktober
| Tag         | Name                                      | Beruf, bekannt als                                                                    | Alter | Beleg |
| ----------- | ----------------------------------------- | ------------------------------------------------------------------------------------- | ----- | ----- |
| 1. Oktober  | Claes Adolf Adelsköld                     | schwedischer Eisenbahnbaumeister und Architekt                                        | 83    |       |
| 1. Oktober  | Josef Erhard                              | bayerischer Gast- und Landwirt                                                        | 60    |       |
| 1. Oktober  | Friedrich Johannes Perthes                | deutscher evangelisch-lutherischer Geistlicher und Heimatforscher                     | 65    |       |
| 2. Oktober  | Johan Carl Joensen                        | färöischer Kaufmann und Historiker                                                    | 50    |       |
| 2. Oktober  | Wladimir Nikolajewitsch Jurewitsch        | russischer Schachspieler und Journalist                                               | 38    |       |
| 2. Oktober  | Edmund Mojsisovics von Mojsvár            | österreichischer Paläontologe und Geologe                                             | 67    |       |
| 3. Oktober  | Tony Bandmann                             | deutsche Pianistin, Malerin, Klavierpädagogin und Theoretikerin der Klaviertechnik    | 59    |       |
| 3. Oktober  | Gustav Kordgien                           | Germanist, Romanist                                                                   | 69    |       |
| 3. Oktober  | Gustav Melczer                            | ungarischer Mineraloge                                                                | 38    |       |
| 3. Oktober  | Alfred Reisenauer                         | deutscher Komponist                                                                   | 43    |       |
| 4. Oktober  | Clara Johanna Förstner                    | deutsche Schriftstellerin                                                             | 57    |       |
| 4. Oktober  | Alfredo Keil                              | portugiesischer Komponist, Maler und Sammler portugiesischer Kunst                    | 57    |       |
| 4. Oktober  | Johann Julius Siben                       | Bürgermeister und Winzer in Deidesheim                                                | 56    |       |
| 4. Oktober  | Wilhelm Tangermann                        | deutscher Theologe und Schriftsteller                                                 | 92    |       |
| 4. Oktober  | Noah Wolff                                | deutscher Fabrikant                                                                   |       |       |
| 5. Oktober  | Karl Häußer                               | deutscher Theaterschauspieler                                                         | 65    |       |
| 5. Oktober  | Nakayama Yoshiko                          | japanische Hofdame                                                                    | 71    |       |
| 5. Oktober  | Hugo Rehbein                              | deutscher Reichsgerichtsrat                                                           | 73    |       |
| 6. Oktober  | Andrew Williams                           | US-amerikanischer Politiker                                                           | 79    |       |
| 8. Oktober  | Mary Cyrene Burch Breckinridge            | US-amerikanische Second Lady                                                          | 81    |       |
| 8. Oktober  | Willem Frederik van Nieuwenhoff           | niederländischer Jesuit                                                               | 64    |       |
| 8. Oktober  | Alfred von und zu Liechtenstein           | Prinz von und zu Liechtenstein, österreichischer Politiker                            | 65    |       |
| 10. Oktober | Cassie Chadwick                           | kanadisch-US-amerikanische Hochstaplerin und Betrügerin                               | 50    |       |
| 10. Oktober | Charles Dancla                            | französischer Violinist und Komponist                                                 | 89    |       |
| 10. Oktober | Adolf Furtwängler                         | deutscher Klassischer Archäologe                                                      | 54    |       |
| 10. Oktober | Alexander Kähler                          | deutscher Politiker, MdHB, Senator und Unternehmer                                    | 75    |       |
| 10. Oktober | Ernst Erwin Oehme                         | deutscher Maler                                                                       | 76    |       |
| 11. Oktober | John Bryson                               | US-amerikanischer Politiker                                                           | 88    |       |
| 11. Oktober | Karl Costa                                | österreichischer Schriftsteller und Librettist                                        | 75    |       |
| 11. Oktober | Friedrich Dasbach                         | deutscher Geistlicher, Publizist und Verleger sowie Politiker (Zentrum), MdR          | 60    |       |
| 12. Oktober | Adolf von Bülow                           | preußischer General der Kavallerie                                                    | 70    |       |
| 12. Oktober | Rasmus Løland                             | norwegischer Schriftsteller                                                           | 46    |       |
| 12. Oktober | Alfred Maul                               | deutscher Turnerführer                                                                | 79    |       |
| 13. Oktober | Franz Seraph Hattler                      | österreichischer katholischer Geistlicher                                             | 78    |       |
| 13. Oktober | Campbell Slemp                            | US-amerikanischer Politiker                                                           | 67    |       |
| 14. Oktober | Karl August Mörtzsch                      | deutscher Schachkomponist                                                             | 75    |       |
| 15. Oktober | Maurice Loewy                             | französischer Astronom                                                                | 74    |       |
| 15. Oktober | Hermann Ferdinand Rogalla von Bieberstein | deutsch-amerikanischer Geometer                                                       | 83    |       |
| 15. Oktober | Andreas Steinhuber                        | deutscher Geistlicher und Kurienkardinal                                              | 81    |       |
| 16. Oktober | Ludwig Commerell                          | deutscher Konsul, Kaufmann und Unternehmer                                            | 89    |       |
| 16. Oktober | Carl Martini                              | deutscher Rechtswissenschaftler, Oberlandesgerichtspräsident                          | 62    |       |
| 17. Oktober | Julius Erbstein                           | deutscher Numismatiker                                                                | 69    |       |
| 17. Oktober | Ludwig Christian Schrader                 | evangelischer Geistlicher, Reichstagsabgeordneter                                     | 91    |       |
| 17. Oktober | Gustav Zeuner                             | deutscher Ingenieur                                                                   | 78    |       |
| 18. Oktober | Bertha von Grab                           | österreichische Landschaftsmalerin                                                    | 61    |       |
| 18. Oktober | Louis Katzenstein                         | deutscher Maler                                                                       | 85    |       |
| 18. Oktober | Georg Laves                               | deutscher Maler und Radierer                                                          | 82    |       |
| 19. Oktober | Rudolf Geyr von Schweppenburg             | deutscher Rittergutsbesitzer und Politiker                                            | 75    |       |
| 19. Oktober | Albert von Pfister                        | württembergischer Generalmajor und Schriftsteller                                     | 68    |       |
| 19. Oktober | Walther von Wrochem                       | preußischer Generalmajor                                                              | 59    |       |
| 20. Oktober | Hermann Emil Fischer                      | Hamburger Advokat und Abgeordneter                                                    | 88    |       |
| 20. Oktober | Bodo von Hodenberg                        | deutscher Diplomat und Politiker                                                      | 81    |       |
| 20. Oktober | Howard Saunders                           | britischer Ornithologe und Geschäftsmann                                              | 72    |       |
| 20. Oktober | Maurits Snellen                           | niederländischer Meteorologe                                                          | 67    |       |
| 21. Oktober | Petrus Georg Bartels                      | deutscher reformierter Theologe, Konsistorialrat und Generalsuperintendent von Aurich | 75    |       |
| 21. Oktober | Jules Chevalier                           | französischer Priester und Autor                                                      | 83    |       |
| 21. Oktober | Benno Schwabe                             | deutsch-schweizerischer Verleger                                                      | 66    |       |
| 22. Oktober | Wilhelm zu Wied                           | Fürst zu Wied, Standesherr, Offizier und Politiker                                    | 62    |       |
| 23. Oktober | Emil Russell                              | deutscher Jurist, Bürgermeister und Großbankier                                       | 72    |       |
| 24. Oktober | Maximilian von Catinelli                  | österreichischer Offizier                                                             | 67    |       |
| 26. Oktober | Emanuel Engel                             | tschechischer Arzt und Politiker                                                      | 63    |       |
| 26. Oktober | Heinrich Kraemer                          | deutscher Bürgermeister und Politiker (NLP), MdR                                      | 64    |       |
| 26. Oktober | Charles Van Lerberghe                     | flämischer Schriftsteller                                                             | 46    |       |
| 27. Oktober | Mkrtitsch Chrimjan                        | armenischer Kirchenführer, Publizist und Schriftsteller                               | 87    |       |
| 27. Oktober | John Welborn                              | US-amerikanischer Politiker                                                           | 49    |       |
| 28. Oktober | Heinrich Friedrich Haker                  | deutscher Kaufmann                                                                    | 83    |       |
| 29. Oktober | Johann Diedrich Möller                    | deutscher Optiker                                                                     | 63    |       |
| 29. Oktober | Jenico Preston                            | Gouverneur von Britisch-Guayana und Tasmanien                                         | 70    |       |
| 30. Oktober | Paul Hempel                               | Lübecker Pädagoge und Politiker                                                       | 60    |       |
| 30. Oktober | Lidija Dmitrijewna Sinowjewa-Annibal      | russische Schriftstellerin des Silbernen Zeitalters                                   | 41    |       |
|             | Dora Brilliant                            | russische Revolutionärin                                                              |       |       |
|             | Gabriel Gervais Chardin                   | französischer Maler                                                                   | 92    |       |

## November
| Tag          | Name                           | Beruf, bekannt als                                                                         | Alter | Beleg |
| ------------ | ------------------------------ | ------------------------------------------------------------------------------------------ | ----- | ----- |
| 1. November  | Alfred Jarry                   | französischer Schriftsteller                                                               | 34    |       |
| 2. November  | Wilhelm Schrader               | deutscher Gymnasiallehrer, Provinzialschulrat in Königsberg, Kurator der Universität Halle | 90    |       |
| 2. November  | Friedrich Weith                | Landtagsabgeordneter Großherzogtum Hessen                                                  | 70    |       |
| 3. November  | José Vicente Barbosa du Bocage | portugiesischer Zoologe und Politiker                                                      | 84    |       |
| 3. November  | Georg Otto von Ehrenstein      | deutscher Politiker (Konservativer Landesverein), Leipziger Kreishauptmann (1887–1906)     | 72    |       |
| 4. November  | Elise Averdieck                | deutsche Schriftstellerin und Diakonissenmutter                                            | 99    |       |
| 4. November  | Diego Barros Arana             | chilenischer Historiker und Geschichtsschreiber                                            | 77    |       |
| 4. November  | Amé Gorret                     | italienischer Priester und Alpinist                                                        | 71    |       |
| 4. November  | Oskar Nast                     | deutscher Stadtschultheiß und Oberbürgermeister von Cannstatt                              | 58    |       |
| 4. November  | Konrad Zacher                  | deutscher Klassischer Philologe und Hochschullehrer                                        | 56    |       |
| 5. November  | Ernst von Kannewurff           | deutscher Verwaltungsjurist                                                                | 57    |       |
| 6. November  | Sophie Cruvelli                | deutsche Opern-Sängerin                                                                    | 81    |       |
| 6. November  | Alfred Gaedertz                | deutscher Eisenbahningenieur                                                               | 54    |       |
| 6. November  | James Hector                   | schottisch-neuseeländischer Mediziner, Geologe, Forscher und Hochschullehrer               | 73    |       |
| 7. November  | Julius Gersdorff               | deutscher Dichter                                                                          | 58    |       |
| 7. November  | Eberhard Hoesch                | deutscher Fabrikant                                                                        | 80    |       |
| 7. November  | Friedrich Schachner            | österreichischer Architekt des Historismus                                                 | 65    |       |
| 8. November  | Pierre Deluns-Montaud          | null                                                                                       | 62    |       |
| 8. November  | Hermann Fliege                 | deutscher Komponist und Dirigent                                                           | 78    |       |
| 8. November  | Quirin Lancelle                | deutscher Verwaltungsbeamter                                                               | 37    |       |
| 8. November  | William Pettavel               | Schweizer evangelischer Geistlicher                                                        | 76    |       |
| 9. November  | Georg Hermann von Mühlig       | deutscher Arzt                                                                             | 81    |       |
| 9. November  | Bernhard Pauss                 | norwegischer Theologe, Pädagoge und Autor                                                  | 68    |       |
| 9. November  | Georg Joseph Sidler            | Schweizer Astronom und Mathematiker                                                        | 76    |       |
| 10. November | Julie Herzl                    | Ehefrau von Theodor Herzl, dem Begründer des modernen politischen Zionismus                | 39    |       |
| 10. November | Lasar Madscharow               | bulgarischer Freiheitskämpfer                                                              | 35    |       |
| 10. November | Louis E. McComas               | US-amerikanischer Politiker (Republikanische Partei)                                       | 61    |       |
| 10. November | Ebenezer McJunkin              | US-amerikanischer Politiker                                                                | 88    |       |
| 10. November | Konrad Oertel                  | deutscher Architekt und Autor                                                              | 56    |       |
| 10. November | Alexander Zick                 | deutscher Maler und Illustrator                                                            |       |       |
| 11. November | Hugo Barbeck                   | deutscher Buchhändler und Politiker (Freisinnige Volkspartei), MdR                         | 56    |       |
| 11. November | Gottlob Bünte                  | deutscher Gastwirt und Volksschriftsteller                                                 | 66    |       |
| 11. November | Anna Maria Jordan              | deutsche Schriftstellerin                                                                  | 42    |       |
| 11. November | Karl Müller-Berghaus           | deutscher Geiger                                                                           | 78    |       |
| 12. November | Arnulf von Bayern              | bayerischer Generaloberst mit dem Rang eines Generalfeldmarschalls und Prinz von Bayern    | 55    |       |
| 12. November | Lina Walther                   | deutsche Schriftstellerin                                                                  | 83    |       |
| 13. November | Wilhelm von Düring             | deutscher Verwaltungsjurist                                                                | 71    |       |
| 13. November | George Albert Frost            | US-amerikanischer Maler                                                                    | 63    |       |
| 13. November | Wilhelm Jebens                 | preußischer Jurist                                                                         | 77    |       |
| 13. November | Carl Ruland                    | deutscher Kunst- und Literaturhistoriker                                                   | 73    |       |
| 13. November | Francis Thompson               | englischer Dichter                                                                         | 47    |       |
| 15. November | Evelyn Ashley                  | britischer Schriftsteller und Politiker                                                    | 71    |       |
| 15. November | Niels Peter Høeg-Hagen         | dänischer Offizier, Kartograf und Polarforscher                                            | 30    |       |
| 15. November | Raphael Kalinowski             | polnischer Ordensgeistlicher, Karmelitenpater und Heiliger der römisch-katholischen Kirche | 72    |       |
| 15. November | Josef Weikert                  | böhmischer Kirchenmusiker und Komponist                                                    |       |       |
| 16. November | Heinrich von Hessert           | deutscher Richter                                                                          | 74    |       |
| 16. November | Gustav Hertzberg               | deutscher Alt- und Regionalhistoriker, Autor                                               | 81    |       |
| 16. November | Joachim von Oriola             | deutscher Marineoffizier und Militärattaché                                                | 49    |       |
| 16. November | Robert I.                      | Herzog von Parma                                                                           | 59    |       |
| 17. November | Francis Leopold McClintock     | britischer Marineoffizier und Arktis-Forscher                                              | 88    |       |
| 19. November | Oskar von Bülow                | deutscher Rechtswissenschaftler                                                            | 70    |       |
| 19. November | William Lathrop                | US-amerikanischer Politiker                                                                | 82    |       |
| 20. November | James Stewart Martin           | US-amerikanischer Politiker                                                                | 81    |       |
| 20. November | Paula Modersohn-Becker         | deutsche Malerin des Expressionismus                                                       | 31    |       |
| 21. November | Gaetano Braga                  | italienischer Komponist und Cellist                                                        | 78    |       |
| 21. November | Ludwig Marbe                   | deutscher Jurist und Politiker (Zentrum), MdR                                              | 68    |       |
| 21. November | Karl Adolf Mirus               | sächsischer Hofrat, Rechtsanwalt und Notar                                                 | 78    |       |
| 21. November | Balduin Wolff                  | deutscher Zeichner und Kunstmaler der Romantik                                             | 88    |       |
| 22. November | Asaph Hall                     | US-amerikanischer Astronom, Entdecker der Monde des Planeten Mars, Phobos und Deimos       | 78    |       |
| 22. November | Friedrich Haußmann             | deutscher Jurist und Politiker (VP, DtVP), MdR                                             | 50    |       |
| 22. November | Jakob Ernst Koch               | österreichischer Superintendent der evangelischen Kirche                                   | 71    |       |
| 22. November | Guido Kübeck                   | österreichischer Politiker                                                                 | 78    |       |
| 22. November | Josie Petru                    | slawonische Opernsängerin                                                                  | 31    |       |
| 23. November | Heinrich Dernburg              | deutscher Jurist, Politiker und Pandektist                                                 | 78    |       |
| 23. November | John Frederick Peto            | amerikanischer Maler                                                                       | 53    |       |
| 23. November | Bernhard von der Planitz       | sächsischer Politiker und Rittergutsbesitzer                                               | 79    |       |
| 24. November | Theodor Bertram                | deutscher Opernsänger (Bariton)                                                            | 38    |       |
| 25. November | Christina Petronella Achenbach | niederländische Konzertsängerin                                                            | 90    |       |
| 25. November | Asher G. Caruth                | US-amerikanischer Politiker                                                                | 63    |       |
| 25. November | Henry Edward Colville          | britischer Kolonialbeamter, Offizier in Uganda                                             | 55    |       |
| 25. November | Frank T. Fitzgerald            | US-amerikanischer Jurist und Politiker                                                     | 50    |       |
| 25. November | Ludvig Mylius-Erichsen         | dänischer Grönlandforscher                                                                 | 35    |       |
| 25. November | Alfonso Sella                  | italienischer Physiker                                                                     | 42    |       |
| 25. November | George Sheldon                 | US-amerikanischer Wasserspringer                                                           | 33    |       |
| 26. November | Robert Grohmann                | österreichischer Industrieller                                                             | 53    |       |
| 26. November | Alfred von Lenz                | österreichischer Industrieller und Politiker                                               | 75    |       |
| 26. November | Philipp Steyer                 | deutscher konservativer Politiker, MdL (Königreich Sachsen)                                | 68    |       |
| 26. November | Minton Warren                  | US-amerikanischer Klassischer Philologe                                                    | 57    |       |
| 27. November | Paul Ritter                    | deutscher Maler                                                                            | 78    |       |
| 28. November | Ricardo Castro Herrera         | mexikanischer Komponist und Pianist                                                        | 43    |       |
| 28. November | Iwan Garwanow                  | bulgarischer Revolutionär und Politiker                                                    | 37    |       |
| 28. November | Boris Sarafow                  | bulgarischer Widerstandskämpfer in Makedonien und Führer der IMRO                          | 35    |       |
| 28. November | Bruno Stübel                   | deutscher Bibliothekar                                                                     | 65    |       |
| 28. November | Joseph Tucker                  | US-amerikanischer Politiker                                                                | 75    |       |
| 28. November | Stanisław Wyspiański           | polnischer Künstler und Angehöriger der Bewegung „Junges Polen“                            | 38    |       |
| 28. November | Həsən bəy Zərdabi              | aserbaidschanischer Publizist                                                              | 65    |       |
| 29. November | Louis von Bignio               | Opernsänger (Bariton)                                                                      | 68    |       |
| 30. November | Carl Fricker                   | deutscher Rechtswissenschaftler, Hochschullehrer und Politiker                             | 77    |       |
| 30. November | Ludwig Levy                    | deutscher Architekt und Hochschullehrer                                                    | 53    |       |
| 30. November | Friedrich Wilhelm Schmidt      | katholischer Priester, Ordensmann und Pädagoge                                             | 74    |       |
| 30. November | George Washington Smith        | US-amerikanischer Politiker                                                                | 61    |       |
|              | Jørgen Brønlund                | grönländischer Polarforscher, Erzieher und Übersetzer                                      | 29    |       |
|              | Jean Ruhland                   | französisch-deutscher Politiker, Bürgermeister, Unternehmer und MdR                        | 72    |       |

## Dezember
| Tag          | Name                             | Beruf, bekannt als | Alter | Beleg |
| ------------ | -------------------------------- | --- | ----- | ----- |
| 1. Dezember  | Max Mikorey                      | deutscher Sänger (Tenor)                                                                                              | 57    |       |
| 1. Dezember  | Gustav Wilhelm Richard Sorge     | deutscher Technologe                                                                                                  | 55    |       |
| 2. Dezember  | Hans Christian Brix              | dänischer Bildhauer                                                                                                   | 76    |       |
| 2. Dezember  | Heinrich Haberland               | deutscher Generalmajor                                                                                                | 89    |       |
| 3. Dezember  | Wilhelm von Beck                 | deutscher Chemiker und Mineraloge                                                                                     | 84    |       |
| 3. Dezember  | Paul Kagerer                     | deutscher Geistlicher, römisch-katholischer Theologe und Generalvikar                                                 | 74    |       |
| 3. Dezember  | Francis W. Palmer                | US-amerikanischer Politiker                                                                                           | 80    |       |
| 3. Dezember  | Amalie Schramm                   | Koloratursopranistin und Schauspielerin                                                                               | 81    |       |
| 3. Dezember  | Carl Schuster                    | deutscher lutherischer Theologe, Konsistorialrat und Generalsuperintendent der Generaldiözesen Calenberg und Hannover | 74    |       |
| 4. Dezember  | Alexander III. Dessewffy         | ungarischer Geistlicher, Bischof des Csanáder Bistums                                                                 | 73    |       |
| 4. Dezember  | Luis Sáenz Peña                  | argentinischer Anwalt und Politiker                                                                                   | 85    |       |
| 4. Dezember  | Nathaniel Sichel                 | deutscher Maler und Buchillustrator                                                                                   | 64    |       |
| 5. Dezember  | Richard Boeckh                   | deutscher Statistiker                                                                                                 | 83    |       |
| 5. Dezember  | Charles Leickert                 | belgischer Landschaftsmaler des Realismus                                                                             | 91    |       |
| 5. Dezember  | Johannes Müller                  | deutscher Politiker (Konservative) und Abgeordneter im Sächsischen Landtag                                            | 60    |       |
| 5. Dezember  | Ketewan Swanidse                 | erste Ehefrau Josef Stalins                                                                                           | 27    |       |
| 6. Dezember  | Max Buntzel                      | Königlicher Gartenbaudirektor und Berliner Baumschulenbesitzer                                                        | 57    |       |
| 6. Dezember  | Federico Caprilli                | italienischer Rittmeister                                                                                             | 39    |       |
| 6. Dezember  | Hilda Thegerström                | schwedische Pianistin, Komponistin und Musikpädagogin                                                                 | 69    |       |
| 6. Dezember  | Leopold von Berenhorst           | Mitglied der herzoglich-anhaltinischen Hofkammer, Kammerherr und Hofmarschall                                         | 81    |       |
| 7. Dezember  | August Eisenmenger               | österreichischer Maler                                                                                                | 77    |       |
| 7. Dezember  | William Elliott                  | US-amerikanischer Politiker                                                                                           | 69    |       |
| 7. Dezember  | Hermann Wilhelm Fehling          | deutscher Kaufmann und Politiker (NLP), MdR, österreichischer Honorarkonsul zu Lübeck                                 | 65    |       |
| 8. Dezember  | Jonas Biliūnas                   | litauischer Schriftsteller und Dichter                                                                                | 28    |       |
| 8. Dezember  | Peter Martin Metzler             | deutscher Missionar                                                                                                   | 83    |       |
| 8. Dezember  | Oskar II.                        | König von Schweden (1872–1907), König von Norwegen (1872–1905)                                                        | 78    |       |
| 8. Dezember  | Louise Taft                      | US-amerikanische Ehefrau von Alphonso Taft                                                                            | 80    |       |
| 9. Dezember  | Wilhelm Lahmeyer                 | deutscher Elektroindustrieller                                                                                        | 48    |       |
| 9. Dezember  | Joseph H. Outhwaite              | US-amerikanischer Politiker                                                                                           | 66    |       |
| 9. Dezember  | Moritz Schmidt-Metzler           | deutscher Arzt | 69    |       |
| 11. Dezember | Eduard von Broich                | preußischer Verwaltungsbeamter und Landrat                                                                            | 73    |       |
| 13. Dezember | Arthur St. Clair Colyar          | US-amerikanischer Jurist, Zeitungsherausgeber, Geschäftsmann und Politiker                                            | 89    |       |
| 14. Dezember | Karl Spatz                       | deutscher Architekt                                                                                                   | 62    |       |
| 15. Dezember | Carola von Wasa-Holstein-Gottorp | deutsche Adlige, Königin von Sachsen                                                                                  | 74    |       |
| 16. Dezember | Asai Chū                         | japanischer Maler | 51    |       |
| 16. Dezember | Fritz Beinke                     | deutscher Genremaler der Düsseldorfer Schule                                                                          | 65    |       |
| 16. Dezember | Karl Jobst                       | österreichischer Maler                                                                                                | 72    |       |
| 16. Dezember | Sophie Junghans                  | deutsche Schriftstellerin                                                                                             | 62    |       |
| 16. Dezember | Eugène Vincent Vidal             | französischer Maler                                                                                                   | 63    |       |
| 16. Dezember | Franz Xaver Zattler              | deutscher Kirchenmaler                                                                                                | 73    |       |
| 17. Dezember | Karl Kösting                     | deutscher Schriftsteller                                                                                              | 65    |       |
| 17. Dezember | Rudolf Heinrich Möring           | deutscher Kaufmann und Politiker (NLP), MdR                                                                           | 76    |       |
| 17. Dezember | William Thomson, 1. Baron Kelvin | britischer Physiker                                                                                                   | 83    |       |
| 18. Dezember | William H. Hinrichsen            | US-amerikanischer Politiker                                                                                           | 57    |       |
| 18. Dezember | Joseph-Israël Tarte              | kanadischer Politiker                                                                                                 | 59    |       |
| 19. Dezember | Modeste Bise                     | Schweizer Politiker und Staatsrat des Kantons Freiburg                                                                | 78    |       |
| 19. Dezember | Hermann Kunath                   | deutscher Politiker sowie Metallwaren- und Maschinenfabrikant                                                         | 61    |       |
| 20. Dezember | Thomas Annandale                 | britischer Chirurg | 69    |       |
| 20. Dezember | Julius Becher                    | deutscher Arzt | 65    |       |
| 21. Dezember | Paolo Rosario Farrugia           | maltesischer römisch-katholischer Geistlicher und Weihbischof im Bistum Malta                                         | 71    |       |
| 21. Dezember | Klara Hitler                     | Mutter Adolf Hitlers                                                                                                  | 47    |       |
| 21. Dezember | Oskar Lassar                     | deutscher Dermatologe                                                                                                 | 58    |       |
| 21. Dezember | Joachim von Schierstaedt         | deutscher Rittergutsbesitzer und Parlamentarier                                                                       | 49    |       |
| 21. Dezember | Friedrich von Schönborn          | österreichischer Politiker und Justizminister                                                                         | 66    |       |
| 22. Dezember | Thomas Gregory Skinner           | US-amerikanischer Politiker                                                                                           | 65    |       |
| 23. Dezember | Aloys Dauzenberg                 | deutscher katholischer Pfarrer, MdR                                                                                   | 76    |       |
| 23. Dezember | Gerharda Matthijssen             | niederländische Malerin, Fotografin und Galeristin                                                                    | 77    |       |
| 23. Dezember | Andreas Groll                    | österreichischer Maler und Zeichenlehrer                                                                              | 57    |       |
| 23. Dezember | Jules Janssen                    | französischer Astronom                                                                                                | 83    |       |
| 23. Dezember | Stephen Russell Mallory junior   | US-amerikanischer Politiker                                                                                           | 59    |       |
| 23. Dezember | Carl Schädler                    | liechtensteinischer Ingenieur, Landtagsabgeordneter und Mäzen                                                         | 57    |       |
| 23. Dezember | Karl Zulkowsky                   | Chemiker | 74    |       |
| 24. Dezember | Karl von Endres                  | bayerischer Generalleutnant                                                                                           | 60    |       |
| 24. Dezember | Georg von Heineccius             | preußischer Generalmajor                                                                                              | 67    |       |
| 25. Dezember | Ludwig Bartels                   | preußischer Landrat                                                                                                   | 61    |       |
| 25. Dezember | Therese von Wüllenweber          | Gründerin des Ordens der Salvatorianerinnen                                                                           | 74    |       |
| 26. Dezember | Carl von Wagner                  | deutscher Bauingenieur in den USA und Mexiko                                                                          | 64    |       |
| 27. Dezember | Elihu Jackson                    | US-amerikanischer Politiker                                                                                           | 70    |       |
| 27. Dezember | Leo Molinari                     | deutscher Kaufmann und Politiker (NLP), MdR                                                                           | 80    |       |
| 28. Dezember | Carl Wilhelm Althaus             | deutscher Verwaltungsbeamter und Parlamentarier                                                                       | 84    |       |
| 28. Dezember | Alfred Baring Garrod             | englischer Arzt und Wissenschaftler                                                                                   | 88    |       |
| 28. Dezember | Georg Ernst Hinzpeter            | deutscher Pädagoge | 80    |       |
| 28. Dezember | Kate Stone                       | Tagebuchschreiberin                                                                                                   | 66    |       |
| 29. Dezember | Julian von Dunajewski            | Gelehrter und Ökonom, österreichischer Finanzminister                                                                 | 86    |       |
| 29. Dezember | Lorimer Fison                    | Missionar der Wesleyan Church, Anthropologe und Journalist                                                            | 75    |       |
| 29. Dezember | Daniel Murphy                    | irischer Geistlicher                                                                                                  | 92    |       |
| 30. Dezember | Henning von Puttkamer            | deutscher Appellationsgerichtsrat, Gutsbesitzer und Politiker (NLP), MdR                                              | 81    |       |
| 30. Dezember | Paul von Schröter                | deutscher Verwaltungsbeamter und Fideikommissbesitzer                                                                 | 49    |       |
| 31. Dezember | Thomas Day Seymour               | US-amerikanischer Klassischer Philologe                                                                               | 59    |       |
| 31. Dezember | Edmond Guyot-Dessaigne           | französischer Politiker, Abgeordneter und Minister                                                                    | 74    |       |
| 31. Dezember | Albert Hoffa                     | deutscher Orthopäde                                                                                                   | 48    |       |
| 31. Dezember | Friedrich Renner                 | deutscher Jurist und Landtagsabgeordneter                                                                             | 72    |       |
| 31. Dezember | Garrett Serviss                  | US-amerikanischer Leichtathlet                                                                                        | 26    |       |
| 31. Dezember | Jules de Trooz                   | belgischer Politiker und Premierminister                                                                              | 50    |       |